# دايا باي
دايا باي (بالإنجليزية: Daya Bai) هي عاملة إجتماعية هندية، ولدت في 22 فبراير 1941 في بالا (كيرلا) ‏ في الهند.